# Champion (pomme de terre)
'Champion' est le nom d'une variété de pomme de terre créée en Écosse vers 1876, qui a été très largement cultivée en Irlande, dans la seconde moitié du XIXe siècle. Elle s'est imposée dans la période qui a suivi la grande famine qui dévasta l'île de 1845 à 1848 grâce à sa bonne résistance au mildiou. 

## Caractéristiques
Les tubercules de la 'Champion' sont de forme arrondie, irrégulière, aux yeux moyennement enfoncés, à la peau blanche et lisse, avec quelques taches violettes et à la chair jaune crème. 
La plante, de hauteur moyenne au port dressé, se caractérise par une floraison relativement rare, avec des fleurs petites, intensément colorées en rouge-violet.

## Histoire
Cette variété a été sélectionnée en Écosse vers 1876 dans un semis de la variété 'Paterson's Victoria'.
À la fin du XIXe siècle, la 'Champion' a été la variété dominante dans les plantations de pomme de terre en Irlande, grâce à sa résistance au mildiou, qui s'est largement vérifiée lors de la famine irlandaise de 1879.
Les surfaces plantées avec cette variété sont passées de 220 934 acres en 1880 (environ 90 000 ha, 27 % de la sole irlandaise cultivée en pommes de terre) à 717 000 acres en 1894 (environ 290 000 ha, 80 %). 
À partir de 1894, d'autres variétés se sont imposées, notamment 'Kerr's Pink' et 'Arran Banner', tandis que la 'Champion' déclinait.